# Věcná argumentace
Věcná argumentace (neboli argumentace ad rem) je argumentace, která se opírá o fakta. Argument je věcně správný pouze v případě, když každá z jeho premis (předpokladů) je pravdivá, nebo aspoň alespoň dostatečně věrohodná. Argument není pokládán za věcně správný, což znamená, že obsahuje věcnou chybu, v případě je-li mezi předpoklady argumentu výrok málo věrohodný nebo evidentně nepravdivý.
Při věcné argumentaci mají oba dva mluvčí (přesvědčovaný i přesvědčující) stejný cíl i zájem – v ideálním případě zde nejsou přítomny žádné postranní zájmy, takže je možno jednat věcně, k věci a o věci. Správný argument je objektivní, nezaujatý a nestranný.
Mezi věcně správné argumenty se řadí logicky platné argumenty, argumenty pomocí příkladů, argumenty z analogie, argumenty o příčině a argumenty z autority.

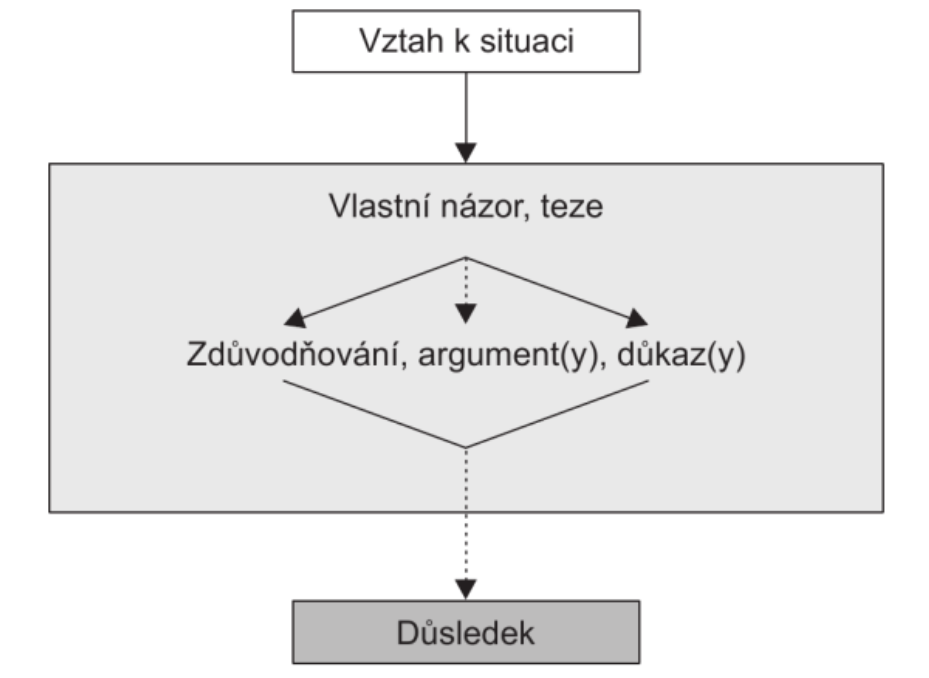
Argumentační struktura dokazování.

## Struktura věcné argumentace
Jasné a přehledné členění umožňuje srozumitelnou a logickou argumentaci. Toto členění se nazývá struktura argumentace.
1. Vytvoření předpokladů – Tyto předpoklady se používají pro přijetí argumentu a pro závěry z něj vyvozené.
2. Odvození výroků – Předpoklady argumentů slouží pro získání dalších výroků. Tento proces se nazývá odvození. Při odvození mluvčí začíná s jedním nebo více výroky, které jsme přijali. Pak odvodí výroky nové (výrok je tvrzení, které může být buď pravdivé, nebo nepravdivé, když je nepravdivé, tak se mluvčí dopouští nevěcné argumentace).
3. Závěr argumentace – Nakonec je získán závěr argumentace. Závěr vzniká na základě původního předpokladu pomocí odvození.[4]

## Logicky platné argumenty
Ve prospěch určitého tvrzení lze použít argumenty využívající fakta (např. otisky prstů jako důkaz při usvědčování zločince) či argumentaci pomocí axiomů, neboli obecně platných skutečností (zjevných pravd), které se nedokazují, neboť jsou všeobecně známé. Příkladem axiomu je např. tvrzení, že rok má 12 měsíců.
Tento typ argumentů je platný z logického hlediska, ale nepřináší žádnou novou informaci, jelikož tatáž informace je obsažena již v jeho premisách.

## Argumenty pomocí příkladů
Argumentaci je zapotřebí podpořit vícerem vhodných příkladů, jež pochází z důvěryhodných, ověřených zdrojů a jsou uváděny s největší možnou přesností a konkrétností (data, statistiky, grafy,  procenta, apod.).

## Argumenty z analogie
Argumenty z analogie jsou založené na srovnání s podobnou situací. Jedná se o typ argumentace, při kterém je použit pouze jediný příklad, který nemusí vždy poukázat na všechny možné pohledy na tvrzení. Argumenty z analogie se dají snadno poznat podle slova “jako”, které je pro tento druh argumentace typické.

## Argumenty o příčině
Argumenty o příčině zdůvodňují názor, který uvádí pravděpodobnou příčinou. Časová následnost mezi událostmi ještě neznamená, že je mezi nimi příčinná souvislost.
Argumenty o příčině poukazují na možný, logicky nejpravděpodobnější následek nějaké akce. Vždycky, když někdo udělá A, stane se B. Tento typ argumentů je používán, pokud mluvčí chce podpořit něco dobrého, či naopak vyvarovat se něčeho špatného.

## Argumenty autoritou
Při argumentaci autoritou se mluvčí odvolává na experta dané oblasti, důvěryhodnou osobu, skupinu osob či instituci, ale také zvyky a tradice.
Argumentace autoritou může být jak věcně správným argumentem, tak i argumentačním klamem. Rozdíl je v tom, na jaký typ autority se odvoláváme. V případě platného argumentu se mluvčí musí odvolávat na autoritu, která se oblasti argumentace přímo dotýká či je odborníkem, expertem dané oblasti. Zároveň je potřeba brát v potaz názory odborníka, pouze pokud pojednávají o jeho oblasti studia. Při využití argumentu autoritou by mluvčí měl také fakticky obhájit tvrzení autority a doložit ho patřičnými důkazy.